# The High Road (film 1915)
The High Road è un film muto del 1915 diretto da John W. Noble. Il soggetto si basa sul lavoro teatrale The High Road di Edward Sheldon. Il dramma di Sheldon andò in scena a Broadway all'Hudson Theatre il 19 novembre 1912.
Alcuni elementi della trama sono basati probabilmente sul tragico incendio della Triangle Shirtwaist Factory che nel 1911 uccise 141 persone, per la maggior parte giovani operaie.

## Produzione
Il film fu prodotto dalla Rolfe Photoplays.

## Distribuzione
Distribuito dalla Metro Pictures Corporation, il film uscì nelle sale cinematografiche USA il 26 aprile 1915.